# Вокшеры
Вокшеры — деревня в Даниловском районе Ярославской области. Входит в состав Дмитриевского сельского поселения, относится к Семивраговскому сельскому округу.

## География
Расположена на берегу реки Каменка в 17 км на юго-запад от центра поселения села Дмитриевское и в 30 км на юг от райцентра города Данилова.

## История
Каменная церковь Рождества Христова построена в 1787 году. Престолов в церкви было два: Рождества Христова и Благовещенья Пресвятой Богородицы. 
В конце XIX — начале XX село входило в состав Сандыревской волости Романово-Борисоглебского уезда Ярославской губернии.
С 1929 года село являлось центром Октябрьского сельсовета Даниловского района, в 1946—1957 годах — в составе Толбухинского района, с 1954 года — центр Вокшерского сельсовета, с 1957 года — в составе Семивраговского сельсовета, с 2005 года — в составе Дмитриевского сельского поселения.

## Население
| 1859 | 2002 | 2007 | 2010 |
| ---- | ---- | ---- | ---- |
| 18   | ↘4   | ↘2   | ↗4   |

## Достопримечательности
В селе расположена недействующая Церковь Рождества Христова (1787).